# Пиндаре-Мирин

Пиндаре-Мирин на карте штата.

Пиндаре-Мирин (порт. Pindaré-Mirim) — муниципалитет в Бразилии, входит в штат Мараньян. Составная часть мезорегиона Запад штата Мараньян. Входит в экономико-статистический микрорегион Пиндаре. Население составляет 31 152 человека на 2010 год. Занимает площадь 273,526 км². Плотность населения — 113,89 чел./км².

## Демография
Согласно сведениям, собранным в ходе переписи 2010 г. Национальным институтом географии и статистики (IBGE), население муниципалитета составляет:
| Полное население                               | Полное население                               | Полное население                               | Полное население                               | 31 152 |
| ---------------------------------------------- | ---------------------------------------------- | ---------------------------------------------- | ---------------------------------------------- | ------ |
| в том числе:                                   | Городское население                            | 22 417                                         | Процент городского населения, %                | 71,96  |
|                                                | Сельское население                             | 8735                                           | Процент сельского населения, %                 | 28,04  |
|                                                | Мужское население                              | 15 243                                         | Процент мужского населения, %                  | 48,93  |
|                                                | Женское население                              | 15 909                                         | Процент женского населения, %                  | 51,07  |
| Плотность населения, чел/км²                   | Плотность населения, чел/км²                   | Плотность населения, чел/км²                   | Плотность населения, чел/км²                   | 113,89 |
| Население муниципалитета в % к населению штата | Население муниципалитета в % к населению штата | Население муниципалитета в % к населению штата | Население муниципалитета в % к населению штата | 0,47   |

По данным оценки 2016 года, население муниципалитета составляет 32 198 жителей.

## Статистика
- Валовой внутренний продукт на 2003 год составляет 108 265 826,00 реалов (данные: Бразильский институт географии и статистики).
- Валовой внутренний продукт на душу населения на 2003 год составляет 3765,90 реалов (данные: Бразильский институт географии и статистики).
- Индекс развития человеческого потенциала на 2000 год составляет 0,620 (данные: Программа развития ООН).